# The Ultraman
《The☆Ultraman》（日语：ザ☆ウルトラマン）是一部日本電視動畫。由TBS電視台在1979年4月4日至1980年3月26日播放，全50話。該作品為超人力霸王系列的首部電視動畫作品。平均收視率11.0%。

## 製作
在《超人力霸王雷歐》於1975年播畢之後，超人力霸王系列的電視作品陷入中斷期，然而在兒童雜誌上連載的漫畫獲得了廣泛的歡迎。大在977年，與超人力霸王關的各類書籍和周邊商品，從兒童到青年群體中都保持著熱度。這種情況得益於1978年《超人七號》等舊系列作品的重播，這些重播節目在傍晚或清晨時段定期播放，平均收視率達到12%，同時，全球性科幻電影的熱潮也讓其他特攝劇和特攝電影得到了重新評價。在這樣的背景下，人們對該系列的新作充滿期待。圓谷製作公司向TBS提出了一個融合了科幻熱潮的新計劃，名為《愛與夢的浪漫系列 超人力霸王III》，其主角為超人力霸王III（三世）。但當時正值《宇宙戰艦大和號》等動畫片盛行，再加上有限的製作預算及未來媒體拓展的考量，最終決定將該作品製作成動畫，而非實拍，於是重新調整了計劃，第二稿被命名為《愛與夢的浪漫系列：The Ultraman》，並形成了第三稿《愛與夢的浪漫系列新·超人力霸王》，其故事和設定與本作一致。企劃書中特別強調了透過動畫的表現力可以超越特攝的限制，尤其是在動作和怪獸的造型上。然而，當時的圓谷製作並不具備製作動畫的技術能力，因此將製作委託給了曾合作《恐龍救生隊》等作品的日昇公司。
與當時主流的16毫米底片動畫不同，本作採用了35毫米底片進行拍攝，讓光學合成效果更加鮮豔突顯，此外，透過動畫表現了當時實拍難以實現的諸如多個怪獸登場或比超人力霸王更為巨大的敵人戰鬥場面，以及超人力霸王在戰鬥時的漂浮感。作品的製作由包括出身於龍之子製作公司和蟲製作公司的資深人士如鳥海永行和吉川惣司等人負責。因此，作品呈現了起伏的戲劇性劇情，故事主線直面了諸如「主人公因是超人力霸王而在關鍵時刻消失」、「變身超人力霸王擊敗怪獸，但只得到對超人力霸王的讚譽，而身為人類的自己則完全不被認可，從而引發內心的煩惱和不滿」等深層的主題，詳細描繪了主角光的內在衝突和來自周遭的疑慮。這些主題經過多次變奏，最終上升為超人力霸王存在意義的整體詮釋。
首席導演的職責在第13集之前由鳥海擔任，第14集後由神田武幸接任。根據曾在本作中擔任設定助手的日本日昇的河原吉江的證詞，導演的交接並非一帆風順。有一天，導演鳥海、負責製作的製片人以及製作桌等主要人員突然辭職（原因不明），在神田接任導演的一個半月內，動畫的製作只由剩下的新人團隊完成。在結束的最後四集中，高橋良輔和富野由悠季以化名製作了分鏡。此外，曾在平成作品中擔任CGI運動導演的板野一郎，當時以動畫師（繪圖）身份參與了本作。
作為動畫作品製作的本作，由於表演需求，播出時便製作了兩種類型的真人服裝（拍攝用和表演用）。 1979年7月21日上映的電影《超人力霸王怪獸大決戰》中可以看到由真人服裝拍攝的新鏡頭中的各戰士的表現。此外，在《新世紀超人力霸王傳說》和《超級銀河格鬥》等電影中，喬尼亞斯也以真人形式登場。在各類編輯版影片中，動畫影像也如其他系列一樣被使用。
在近畿廣域圈內，超人力霸王系列的電視播放局原為朝日電視台，直到《雷歐》結束後的1975年3月31日透過網改更換為每日放送電視台。因此，本作成為每日放送首次播放的超人力霸王系列新作。本作的人氣也逐漸發展為對新超人力霸王真人版的渴望，進而推動了《超人力霸王80》的實現。

### 設定
為了緩解觀眾對動畫媒介的違和感，製作團隊對科學警備隊的成員編制進行了調整，包括隊長、能變身為超人力霸王的英雄、巨漢、科學家，以及唯一的女性成員。這種編制方式是1966年系列《超人力霸王》中的科學特搜隊的傳承，其中隊員們稱呼隊長為「Cap（キャップ）」。此外，這支隊伍的名字看似結合了科學特搜隊和《超人七號》中的超級警備隊，而隊徽的設計也有向科學特搜隊致敬的意味。在片頭動畫中，也插入了隊員們整齊列隊準備開火的剪影，這與《歸來的超人力霸王》片頭動畫中採用的剪影相似。而在《超人力霸王》中飾演科學家類型角色井出隊員的配音員二瓶正也，則被選中為本作中扮演科學家類型角色的戶邊隊員配音。

### 名稱
作品的名稱靈感來自內山守在《快樂快樂月刊》等雜誌連載的漫畫《The Ultraman》和當時TBS的熱門音樂節目《The Best Ten》，由於「ザ」的發音具有強烈的音韻效果，因此被採用。原本接頭詞「ザ」（英語的the）在以「ウ」等元音開頭的詞前應讀作「ジ」，但由於在該作品播出時，這一讀音規則在日本尚未普及，因此在本作中仍表記為「ザ」。
在臺灣放映期間，該作品被稱為《宇宙超人》。

## 故事大綱
科學警備隊的「光超一郎」隊員在從宇宙站EGG3返回地球的途中，遇到了一名來自U40星球的外星人。自稱為「超人力霸王」的他，是由U40派遣來保護地球免受怪獸等怪異和超自然現象迫在眉睫的威脅。U40察覺到這些災難正在逼近地球，於是超人力霸王透過天空中閃爍的「超級簽名」等方式警告人類即將到來的威脅，並與光進行第三類接觸後合體。
從此，光在陷入危機時，會使用「閃光之星」變身為超人力霸王，與怪獸和外星人戰鬥。

## 登場角色

### 科學警備隊
全名：科學警備隊（Science Garrison）是一支由地球防衛軍組成的精銳戰鬥小隊，同時也是地球防衛軍遠東支部的下屬機構。
| 角色                        | 聲優       | 介紹 |
| 光超一朗 （光超一郎） （ ） | 富山敬     | 本作主角，超人力霸王喬伊尼亞斯的變身者，20歳。 是從宇宙太空站EGG3轉任到科學警備隊的新隊員，在第1話前往地球的途中意外遇到了喬伊尼亞斯，在得知地球將遭遇危機後決然與喬伊尼亞斯一體化。 由於在變身成喬伊尼亞斯戰鬥時會暫時消失在崗位，因此經常被周圍的夥伴們懷疑其身份，在戰鬥的同時也對自己為何得到喬伊尼亞斯的力量而苦惱著。 在第19話因與精神寄生蟲引起的爬行怪獸戰鬥中身亡，但及時被U40星人所救，在復甦手術的急救下得以復活，並因此結識了喬伊尼亞斯的妹妹亞米和戰士等人，得以知道更多關於喬伊尼亞斯以及U40的事情， 不過由於U40星球的安全為由，故被消去在星球的記憶，但在第31話與亞米重逢後才回想起，並在劇情後期與喬伊尼亞斯的聯繫進一步加深。 在最終章與科學警備隊和U40星人成功擊敗海拉軍團後，正式與人類型態的喬伊尼亞斯見面，在邁向和平之門的勝利後，與夥伴們向喬伊尼亞斯和亞米告別。 |
| 秋山徹男 （ ）              | 森川公也   | 科學警備隊的初代隊長，41歲。 在任務中始終保持冷靜指揮行動，同時也對成員們相當關心，能根據不同情況安排恰當的戰術。 在第26話與吉巴魯加的戰鬥後，他則以怪獸作戰参謀的新身份調到美國支部。 |
| 近藤大助 （ ）              | 柴田秀勝   | 科學警備隊的第二代隊長。 第28話首度登場，與秋山不同，他有著為人直爽豪快的熱情性格，但對待隊員們的要求則顯得十分嚴厲，以至於就職之初時成員們對他不屑一顧，但後來與怪獸的戰鬥後用實際行動傳遞了他作為隊長使命的熱情，最終贏得了隊員們的尊重。 隱約知道超意朗和喬伊尼亞斯的關係，但對地球一直依賴喬伊尼亞斯很苦惱，並希望人類能不依靠超人戰士的力量解決宇宙的威脅。 在最終話時，他為了支援受到威脅的U40星人，無視地球防衛軍與海拉軍團達成和解的決定，與隊員們駕駛奧特利亞號參與戰役，在最終章與隊員們和U40星人成功擊敗海拉軍團後，向喬伊尼亞斯和亞米告別。 |
| 戶邊博明 （ ）              | 二瓶正也   | 科學警備隊隊員，超級馬德克號設計者，25歲。 個性較為謹慎，由於其聰明且平穩的風度，故少與其他成員正面衝突。 加入隊伍前曾是設計部的勤務人員，主要為負責改進隊內的武器，隊長不在時通常由他指揮戰鬥。在第27話曾擔任臨時隊長一職。最終話搭乘奧特利亞號參與戰役時，得知了超意朗與喬伊尼亞斯間的真實身份，最後與隊員們和U40星人成功擊敗海拉軍團後，向喬伊尼亞斯和亞米告別。 |
| 丸目敬 （ ）                | 兼本新吾   | 科學警備隊隊員，25歲。 性格較為比較暴躁，射擊和力量在隊中首屈一指。對很多事情從抱持著追根問底的觀點而探討。 加入隊伍前曾是作戰室的勤務人員，同時也負責輔助進行技術開發。 隱約觀察喬伊尼亞斯出現時，超意朗就消失的跡象，雖感到疑惑，但認覺得對方臨陣脫逃，並吐槽著超意朗為逃跑娘娘腔，最終話搭乘奧特利亞號參與戰役後，則開始懷疑超意朗與喬伊尼亞斯的關係，因此得知事情的真相。 最後與隊員們和U40星人成功擊敗海拉軍團後，向喬伊尼亞斯和亞米告別。 |
| 星川陸奧美 （ ）            | 島本須美   | 科學警備隊隊員，18歳。 是一位溫柔體貼，性格開朗的少女，同時擔當隊伍內的飛行員一職，在戰鬥能力而不輸於其他隊員，不過討厭因自己身為女性而被特殊對待的態度。 加入隊伍前曾是醫療班的勤務人員，雖著劇情的發展，他漸漸喜歡上了超意朗，並在任務時經常與其一起行動，並且也開始懷疑超意朗與喬伊尼亞斯的關係。 最終話搭乘奧特利亞號參與戰役時，得知了超意朗與喬伊尼亞斯間的真實身份，最後與隊員們和U40星人成功擊敗海拉軍團後，向喬伊尼亞斯和亞米告別。 |
| 比古 （ ）                  | 滝口順平   | 部署在地球防衛軍中的100台外形酷似皮古蒙的分析機器人，其官方名稱是「計算機機器人78號（コンピュータロボット・78）」，口癖為「〜ダナ」與「〜やっぱし」。 內部配備了檢測異常無線電的檢測機和翻譯怪獸語言的語言工具，通常與丸目隊員負責情報分析和通訊的工作。此外他還能表達自己的情感，同時也有著控制戰鬥機參加戰鬥的功能。 |
| 夢奇 （ ）                  | 千葉繁     | 一隻小猴子，皮古的寵物，同時也是科學警備隊的吉祥物。 由於海拉軍團的物資傳送裝置，在第43話曾暫時與地球侵略兵器多斯特尼一號融合成怪獸，不過最後在與多斯特尼二號的戰鬥成功分離了。 |
| 烏魯克 （ ）                | 野沢由香里 | 支援機器人部署 |

### 科學警備隊的相關人士
| 角色             | 聲優                     | 介紹 |
| 野島百合子 （ ） | 岡本茉莉                 | 第12、13、18話登場，在遠東支部的咖啡店工作的少女。 對怪獸有著非常濃厚的興趣，甚至對它們的生物學知識相當了解，在房間的牆上貼滿著許多怪獸的照片。 出生於南浮子島，過去因不顧父親的反對，為了想實現成為警備隊隊員的夢想而離家出來來到了東京，然而在資格測驗中卻落榜了，不過為了想要成為基地勤務，加上不讓父親失望而持續在基地內工作，並因此與警衛隊的成員們成為了摯友。 在第18話曾與睦美調換崗位而參與警衛隊的行動，並在最後與父親坦白自己為咖啡店員的事實，並在最後與眾人回歸遠東支部。 |
| 櫻田長官 （ ）   | 塩見竜介                 | 地球防衛軍/遠東支部的最高執行官。 胸懷寬廣，深受警備隊成員的信賴。在最終話其他高管反對警備隊前往U40星球時，只有他一個人微笑支持著近藤的決定。 |
| 宮井副官 （ ）   | 上田敏也 石井敏郎 緑川稔 | 第19・26・28・38・45話登場，櫻田長官的助手，經常向秋山隊長和近藤隊長討論攻擊怪獸的對策。 |
| 亨利·西木 （ ）  | 熊倉一雄                 | 第5・17・32・44話登場，出生於倫敦的第二代日裔美國科學家。 個性較為急性子的老頭個性，現居非洲，擁有一架專用噴氣式飛機。他一直在研究怪獸以支持警衛隊，當喬伊尼亞斯登場時則展露狂喜乱舞的一面。 |
| 小高京子         | 小高京子                 | 第31話登場，18歲。 小時因事故影響，因此當目擊光點事故時無法行動，因故成為來訪地球的亞米的人間體，並在亞米的影響下重獲自由行走的能力。 |

## 本作登場的超人力霸王

### 超人力霸王喬伊尼亞斯
本作登場的超人力霸王，從U40星球被派遣到地球的戰士，同時也是U40星球八個能夠巨大化戰鬥，並引以為豪的最強戰士之一，其中也是其中的最強者，就連本作中的反派角色海拉也十分忌憚喬伊尼亞斯的存在，認為喬伊尼亞斯是自己最大的障礙。
在第一話與科學警備隊隊員光超意朗合為一體，危急時刻由光超意朗將變身道具「閃光之星」置於頭部進行變身。雖然和光合為一體，但是喬伊尼亞斯和其他超人族人一樣，是擁有自己的人類外貌的，起初並沒有告訴超意朗太多情報，他的名字也是第一次戰敗、兩人生命垂危之際，被接回U40後由喬伊尼亞斯的同伴告訴超意朗的。
在此後，超意朗和喬伊尼亞斯的聯繫進一步加深，時常會互相交流，超意朗稱呼喬伊尼亞斯為「喬」。隨著故事的發展，超意朗得以知道更多關於喬伊尼亞斯以及U40的事情。
在《超人力霸王大河》中提到：喬伊尼亞斯繼續在宇宙中與眾多敵人戰鬥，率領著八人小組與光之國的超人力霸王們合力作戰，其功績被佐菲讚譽有加。其後輩之一的泰塔斯也曾和喬伊尼亞斯共同作戰過，也被喬伊尼亞斯指導過其戰技。
- 人間體：光超意朗
- 身高：70公尺（巨大化可到120公尺）
- 体重：50000噸（巨大化可到85000噸）
- 年龄：28000岁
- 飞行速度：8马赫
- 行走速度：980Km/h
- 水中速度：700節節
- 腕：20萬噸以上

在故事的尾聲，面對最後的敵人海拉軍團，一度為了保護U40星球的艦隊與超ㄧ朗分離，但科學警備隊勇敢地靠自己的力量與敵人戰鬥，危急關頭再次與超意朗合為一體，
與另外七人一起破壞了海拉城，救回了艾米與大賢者，則海拉死於爆炸之中。結局與超ㄧ朗分離，約定如果再次出現危機一定會歸來後，與亞米回到了U40星球。

### 變身器
閃光之星

### 在其他作品的登場
- 電視影集

《超人力霸王大河》：廣播劇提到，與超人力霸王泰塔斯等人組隊征戰，期間指導泰塔斯一些戰技，並引導了泰塔斯走上光的道路，使泰塔斯並未向其父輩一樣墮入黑暗。
- 電影

《超人力霸王怪獣大決戦》（1979年）
《新世紀超人力霸王傳說》（2002年）
《新世紀2003超人力霸王傳說  THE KING'S JUBILEE》（2003年）
- 網路劇集

《超級銀河格鬥 新生代英雄》（2019年及2020年）

### U40星球的超人力霸王戰士
本作中登場的U40行星，與歷代的M78星雲不同的是其文明很像地球的古希臘。行星的表面美麗常綠，但是在地下有著超過9000座先進的城市。
通常，U40的居民的外觀形似人類，但他們能用源於生命“超級之心”（UltraMind）能量變身。“超級之心”能量能夠改變他們的細胞結構，讓其變為超人力霸王戰士。
其中有八個人能夠巨大化（包括喬伊尼亞斯、艾利克和洛特），並成為引以為豪的最強戰士。

#### 亞米
/ Amia （滝沢久美子聲演）

#### 艾利克
/ Elek （池田勝聲演）

#### 洛特
/ Loto （宮村義人聲演）

#### 其他的U40星球居民
- 大賢者 （宮内幸平聲演）

- 5人戦士

- 一般戦士

- 議員

#### 海拉軍團
- 海拉（大木民夫聲演）

- 洛伊卡（大友龍三郎聲演）

## 各話一覽
| 話數 | 放送日        | 標題                                        | 脚本     | 分鏡       | 演出       | 登場怪獸 |
| ---- | ------------- | ------------------------------------------- | -------- | ---------- | ---------- | --- |
| 1    | 1979年 4月4日 | 新しいヒーローの誕生!!                      | 阿部桂一 | 鳥海永行   | 石田昌久   | 冷凍怪獸 シーグラ（4体） |
| 2    | 4月11日       | 光るペンダントの秘密                        | 吉川惣司 | 古川順康   | 古川順康   | 竜巻き怪獸 スパイラル |
| 3    | 4月18日       | 草笛が夕日に流れる時…                       | 星山博之 | 四辻たかお | 四辻たかお | 分裂怪獸 ワニゴドン（3体） 分裂怪獸 ペロ |
| 4    | 4月25日       | 謎の赤い雲を追え!!                          | 若槻文三 | 小鹿英吉   | 小鹿英吉   | 雲怪獸 レッドスモーギ |
| 5    | 5月2日        | パッセージャー号地底突破!!                  | 若槻文三 | 石田昌久   | 石田昌久   | 地底怪獸 タフギラン 地底怪獸 タフギラス |
| 6    | 5月9日        | 燃える深海への挑戦                          | 荒木芳久 | 古川順康   | 古川順康   | 溶岩怪獸 ファイヤバドン |
| 7    | 5月16日       | 攻撃指令!目標はピグ!!                       | 若槻文三 | 石田昌久   | 石田昌久   | 電子怪獸 コンビューゴン 宇宙怪獸 |
| 8    | 5月23日       | ヒカリ隊員の秘密が盗まれた!?                | 荒木芳久 | 安濃高志   | 安濃高志   | 宇宙忍者 バルタン星人 モンスター怪獸 ミコノス |
| 9    | 5月30日       | 目覚めた古代生物の恐怖!!                    | 星山博之 | 四辻たかお | 四辻たかお | 頭脳怪獸 ドルフィーゴ |
| 10   | 6月6日        | 見えたぞ! まぼろしの怪獸が…                 | 藤川桂介 | 鳥海永行   | 古川順康   | テレポート怪獸 ザローム |
| 11   | 6月13日       | 科学警備隊へのチャレンジ!!                  | 吉川惣司 | 布川郁司   | 安濃高志   | 機械怪獸 ヘクトール 液体怪獸 |
| 12   | 6月20日       | 怪獸とピグだけの不思議な会話                | 平野靖士 | 寺田和男   | 石田昌久   | 同居怪獸 オプト（チョウ、ジン、サン） |
| 13   | 6月27日       | よみがえった湖の悲しい伝説                  | 星山博之 | 八尋旭     | 古川順康   | 音波怪獸 ガラドラス |
| 14   | 7月4日        | 悪魔の星が来た!!                            | 梓澤四郎 | 八尋旭     | 安濃高志   | 火焔怪獸 ゲロン 火山怪獸 ガドン 宇宙怪獸 ザイクロン |
| 15   | 7月11日       | 君がウルトラマンだ                          | 吉川惣司 | 鳥海永行   | 石田昌久   | 隕石獸 ゴグラン |
| 16   | 7月18日       | 生きていた幻の鳥                            | 若槻文三 | 八尋旭     | 小鹿英吉   | 古代怪鳥キングモア |
| 17   | 7月25日       | ベータミーが消えた!!                        | 若槻文三 | 鳥海永行   | 石田昌久   | 昆虫獸 バダン |
| 18   | 8月1日        | 謎のモンスター島                            | 吉川惣司 | 奧田誠治   | 古川順康   | 岩礁怪獸 アイランダ(超巨大怪獸) 岩礁怪獸 アイランダ(小型怪獸) |
| 19   | 8月8日        | これがウルトラの星だ!! 第1部                | 吉川惣司 | 小田經堂   | 石田昌久   | 精神寄生体 は虫怪獸 ゲラド は虫怪獸 ジャニュール は虫怪獸 ベドラン |
| 20   | 8月15日       | これがウルトラの星だ!! 第2部                | 吉川惣司 | 小田經堂   | 辻勝之     | 凶悪星人 バデル族(多数体) |
| 21   | 8月22日       | これがウルトラの星だ!! 第3部                | 吉川惣司 | 小田經堂   | 辻勝之     | 凶悪星人 バデル族(多数体) 暗黒怪獸 バゴン は虫怪獸 ジャニュール三世 |
| 22   | 8月29日       | 南海の怪しい空間                            | 星山博之 | 八尋旭     | 八木岡正美 | 異次元怪獸 ザーモス |
| 23   | 9月5日        | 超音速の対決                                | 星山博之 | 高橋資祐   | 辻勝之     | 高速怪獸 ザンバ |
| 24   | 9月12日       | ふたりのムツミ隊員                          | 吉川惣司 | 奧田誠治   | 古川順康   | アルファ・ケンタウリ第1惑星王女 宇宙竜 ドラゴドス アルファ・ケンタウリ第5惑星人 （名前のみ）                                                                                         |
| 25   | 9月19日       | 悪魔の花園                                  | 荒木芳久 | 松浦錠平   | 辻勝之     | 毒花怪獸 デスバラン |
| 26   | 9月26日       | 地球最大の危機!!                            | 平野靖士 | 石黒昇     | 八木岡正美 | 凶暴怪獸 ギバルーガ |
| 27   | 10月3日       | 怪獸島浮上!!                                | 若槻文三 | 坂田透     | 辻勝之     | どくろ怪獸 レッドキング 凶暴怪獸 アーストロン 爆弾怪獸 ゴーストロン プラスチック怪獸 ゴキネズラ 青色発泡怪獸 アボラス 赤色火炎怪獸 バニラ 宇宙悪魔 バラドン星人（少数）              |
| 28   | 10月10日      | 新キャップが来た!!                          | 吉川惣司 | 蛭田充     | 八木岡正美 | 合体怪獸 ダバラン 象怪獸 翼竜怪獸 |
| 29   | 10月17日      | 悪魔のUFO大襲来                             | 若槻文三 | 白土武     | 又野弘道   | 侵略星人 ジャダン 双頭怪獸 ジャゴン |
| 30   | 10月24日      | 動きだした巨大化石                          | 星山博之 | 山口務     | 八木岡正美 | 骨怪獸 スケルドン |
| 31   | 10月31日      | ウルトラの女戦士                            | 吉川惣司 | 橫山裕一郎 | 辻勝之     | 宇宙星獸 ガルバドス |
| 32   | 11月7日       | 宇宙からの物体X                             | 若槻文三 | 橫山裕一郎 | 八木岡正美 | ロボ怪獸 メガザウラ 暗黒星人 バビラー |
| 33   | 11月14日      | GO!! マグマの決死圏                         | 星山博之 | 白土武     | 又野弘道   | 集結怪獸 ガミバ |
| 34   | 11月28日      | 盗まれた怪獸収容星（前編）                  | 平野靖士 | 滿田かずほ | 辻勝之     | 宇宙怪獸 ゴードリアン 宇宙海賊 インベド人（多数体） 宇宙怪獸 プラズーン 宇宙怪獸 アグジョン 宇宙怪獸 ジナリオ 宇宙怪獸 グロテング 宇宙怪獸 デスパワー 宇宙怪獸グロル 宇宙怪獸 ズーマ |
| 35   | 12月5日       | 盗まれた怪獸収容星（後編）                  | 平野靖士 | 滿田かずほ | 八木岡正美 | 宇宙海賊 インベド人（多数体） 宇宙怪獸 プラズーン 宇宙怪獸 ジナリオ 宇宙怪獸 グロテング 宇宙怪獸 アグジョン 宇宙怪獸 プトゴリア 宇宙怪獸 イドヅノス                                  |
| 36   | 12月12日      | 宇宙から来た雪女                            | 宮田雪   | 山口務     | 關田修     | 氷結怪獸 ダランチュラス 白鳥座82番星人 ノア |
| 37   | 12月19日      | ウルトラの星U40の危機!! ウルトリアの謎?     | 吉川惣司 | 藤岡正宣   | 辻勝之     | ヘラー軍宇宙船 カプセル怪獸 グモンス |
| 38   | 12月26日      | ウルトラ大戦争!! 巨大戦闘艦ウルトリア出撃   | 吉川惣司 | 橫山裕一郎 | 八木岡正美 | ロイガー ヘラー軍兵士(一般兵) ヘラー軍宇宙艦隊 |
| 39   | 1980年 1月9日 | ねらわれた巨大戦闘艦ウルトリア              | 吉川惣司 | 白土武     | 又野弘道   | 巨大怪猫 ヘルキャット |
| 40   | 1月16日       | 怪獸を連れた少年                            | 平野靖士 | 坂田透     | 辻勝之     | ペット怪獸 オロラーン 改造オロラーン オペルニクス星人 フェデリコ ヘラー軍宇宙船 |
| 41   | 1月23日       | 激突!! ウルトラマン対ウルトラマン           | 若槻文三 | 藤岡正宣   | 關田修     | 回転怪獸 ギロス 宇宙兵士 ギロ星人 |
| 42   | 1月30日       | ウルトラマン生けどり作戦                    | 吉川惣司 | 山崎和男   | 八木岡正美 | 宇宙ハンター ハタリ 大型戦艦 |
| 43   | 2月6日        | 怪獸になったモンキ!?                        | 平野靖士 | 白土武     | 辻勝之     | 電送怪獸 ネオドストニー ドストニー1号 モンキ・ドストニー ドストニー2号 物体電送機 |
| 44   | 2月13日       | ウルトリアが二つに割れた!?                  | 若槻文三 | 坂田透     | 關田修     | 宇宙魔軍 サイエン星人 円盤怪獸 スペーダー カプセル怪獸 カペラドン （10体） |
| 45   | 2月20日       | 爆弾を抱いたピグ                            | 平野靖士 | 白土武     | 辻勝之     | 積雲怪獸 ゴルディング アンドロイド201部隊 |
| 46   | 2月27日       | よみがえれムツミ                            | 吉川惣司 | 橫山裕一郎 | 關田修     | メカ怪獸 ゲドン ヘラー軍兵士（隊長） ヘラー軍兵士（一般兵） |
| 47   | 3月5日        | ウルトラの星へ!!第1部 女戦士の情報          | 吉川惣司 | 白土武     | 又野弘道   | ヘラー軍兵士 ヘラー軍地球攻撃司令官 ヘラー軍宇宙艦隊(一般戦艦、戦闘旗艦) |
| 48   | 3月12日       | ウルトラの星へ!!第2部 前線基地撃滅          | 吉川惣司 | 山口和十八 | 辻勝之     | 合成獸 ヘラ・ウマーヤ |
| 49   | 3月19日       | ウルトラの星へ!!第3部 U(ウルトラ)艦隊大激戦 | 吉川惣司 | 斧谷稔     | 關田修     | ヘラー ヘラー軍兵士（隊長） ヘラー軍兵士（一般兵） |
| 50   | 3月26日       | ウルトラの星へ!!完結編 平和への勝利         | 吉川惣司 | 斧谷稔     | 關田修     | 処刑怪獸 マクダター |

## 製作團隊
- 製片方：圓谷皐、滿田かずほ（円谷プロダクション）、忠隅昌（TBS）
- 總監督：鳥海永行→神田武幸
- 作畫監督、角色設計：二宮常雄
- 機械設計：大河原邦男→河森正治（スタジオぬえ）
- 設計：高橋昭彥（現：井口昭彥）、山口修
- 染色：若尾博、及川あつ子、羽鳥真一等人
- 特殊效果：土井通明、山崎雅典、田中孝夫、風屋洋
- 標題：スタジオ‧トライ
- 作畫：二宮常雄、林田雅子、西島良隆、藤野京子、谷口守泰、駅間我子等人
- 精加工：シャフト
- 美術：中村光毅、坂本伸人、宮川一男、佐藤信、新井寅雄
- 背景：マスコット
- 攝影：旭プロダクション
- 編集：鶴渕友彰、小谷地文雄
- 音樂：宮內國郎、冬木透
- 效果：南部滿治
- 錄音：新坂錄音、高橋久義
- 錄音主任：鳥海俊材
- 製作監製：涉江晴夫
- 製作台：善名良行
- 企劃台：江藤直行
- 文藝擔當：鶴見和一
- 製作擔當：栃平吉和
- 編劇：阿部桂一、吉川惣司、星山博之、若槻文三、荒木芳久、梓澤四郎、藤川桂介、平野靖士、宮田雪
- 絵コンテ：鳥海永行、布川鬱司、高橋資祐、石黑升、白土武、山口和十八（高橋良輔）、斧谷稔（現：富野由悠季）、寺田和男、八尋旭、小田経堂（吉川惣司）、奧田誠治、松浦錠平、坂田透、蛭田充、橫山裕一朗、滿田釆、吉田透、關田修、山崎和男、古川武、橫田裕二朗（忠隅昌）、落合正宗
- 演出：石田昌久、安濃高志、古川順康、四辻たかお、小鹿英吉、辻勝之、八木岡正美、又野弘道、關田修
- 動畫製作：日本サンライズ（Sunrise）
- 製作：圓谷製作、日昇、TBS

## 主題曲

### 片頭曲
「ザ☆ウルトラマン」
作詞 - 阿久悠 / 作曲・編曲 - 宫内国郎 / 歌 - 佐佐木功、音羽搖籠會

### 片尾曲
「愛の勇者たち」
作詞 - 阿久悠 / 作曲・編曲 - 宮内國郎 / 歌 - 佐佐木功

### 插入曲
「ウルトラマン賛歌」
作詞 - 满田穧 / 作曲・編曲 - 冬木透 / 歌 - 佐佐木功、くにたちカンマーコール
「ウルトラの星」
作詞 - 谷昇 / 作曲・編曲 - 冬木透 / 歌 - 音羽搖籠會
「ムツミの歌」
作詞 - 满田穧 / 作曲 - 谷のぼる / 編曲 - 高田弘 / 歌 - 堀江美都子
「スーパーマードック」
作詞・作曲 - 谷昇 / 編曲 - 高田弘 / 歌 - 佐佐木功、くにたちカンマーコール
「我ら科学警備隊」
作詞 - 满田穧 / 作曲 - 谷のぼる / 編曲 - 高田弘 / 歌 - 佐佐木功、くにたちカンマーコール
「ロボット・ピグの歌」
作詞 - 谷昇 / 作曲 - 冬木透 / 編曲 - 丸山雅仁 / 歌 - 瀧口順平
「明日に……」
作詞・作曲 - 谷昇 / 編曲 - 高田弘 / 歌 - 富山敬
「怪獣レクイエム」
作詞 - 满田穧 / 作曲・編曲 - 冬木透 / 歌 - 佐佐木功、くにたちカンマーコール

## 關連項目
- 圓谷製作

## 外部連結
- TBSishop｜ザ★ウルトラマン（页面存档备份，存于）（日語）